# 코레일테크
시설산업법인 코레일테크(KORAIL Tech)는 한국철도공사의 계열사로 2009년 통합 설립된 대한민국 국토교통부 산하의 기타공공기관이다. 소재지는 대전광역시 중구 대종로 476 (은행동)이다.

## 주요기능 및 역할
- 철도환경&기술전문기관
- 철도시설•전기•차량분야의 유지관리, 철도건널목 안전관리, 철도사옥 관리, 철도차량청소, 역사청소사업 등

## 연혁
- 2004년 12월 9일: 한국철도시설산업(주) 설립 (대전광역시 동구 소제동 319-2)
- 2007년 3월 30일: 코레일트랙(주)으로 상호 변경
- 2009년 1월 20일: 코레일엔지니어링(주), 코레일전기(주)와 합병하고 코레일트랙(주)으로 상호 동일
- 2009년 3월 2일: 코레일테크(주)으로 상호 변경

## 조직

### 대표이사
- 이사회
- 감사
- 감사실
- 안전실

### 경영관리본부
- 기획조정처
- 인사노무처
- 경영지원처

### 기술사업본부
- 기술계획처
- 차량전기처
- 시설경비처

### 환경사업본부
- 환경계획처
- 역환경처
- 차량환경처